# (37967) 1998 HG93
1998 HG93 (asteroide 37967) é um asteroide da cintura principal. Possui uma excentricidade de 0.07904290 e uma inclinação de 13.18698º.
Este asteroide foi descoberto no dia 21 de abril de 1998 por LINEAR em Socorro.